# 金莫·穆里宁
金莫·穆里宁（芬蘭語：Kimmo Muurinen，1981年2月23日—），芬蘭籃球運動員。他代表芬蘭國家男子籃球隊參賽，並且已經代表芬蘭參賽達到153場比賽。